# Ivo Karlović
Ivo Karlović (n. 28 februarie 1979, Zagreb, Republica Socialistă Croația, RSF Iugoslavia) este un jucător profesionist de tenis din Croația, clasat pe locul 122 în lume. Cea mai bună clasare a carierei a fost locul 14 mondial. A câștigat cu Croația Cupa Davis (în 2005) și un total de 8 titluri ATP la simplu.  
Karlović este cel mai înalt jucător de tenis din istoria sportului, alături de Reilly Opelka. A servit 13.599 de ași (record). 

## Legături externe
Materiale media legate de Ivo Karlović la Wikimedia Commons
- en Ivo Karlović la Association of Tennis Professionals
- en Ivo Karlović la Olympedia.org